# Djupsjön-Römmaberget
Djupsjön-Römmaberget este o arie protejată (arie specială de conservare — SAC, sit de importanță comunitară — SCI) din Suedia întinsă pe o suprafață de 87,3 ha, integral pe uscat.

## Localizare
Centrul sitului Djupsjön-Römmaberget este situat la coordonatele 61°07′44″N 16°28′31″E / 61.1289°N 16.4753°E.

## Înființare
Situl Djupsjön-Römmaberget a fost declarat sit de importanță comunitară în iulie 2000 pentru a proteja 1 specie de animale. Situl a fost protejat și ca arie specială de conservare în martie 2011.

## Biodiversitate
Situată în ecoregiunea boreală, aria protejată conține 3 habitate naturale: Taiga vestică, Ape stătătoare oligotrofe până la mezotrofe, cu vegetație de Littorelletea uniflorae și/sau de Isoëto-Nanojuncetea, Mlaștini turboase de tranziție și turbării mișcătoare.
La baza desemnării sitului se află o specie protejată de  nevertebrate: Margaritifera margaritifera.